# Hogna vulpina
Hogna vulpina là một loài nhện trong họ Lycosidae.
Loài này thuộc chi Hogna. Hogna vulpina được Carl Ludwig Koch miêu tả năm 1847.